# Rừng phòng hộ môi sinh Bắc Tháp Mười
Rừng phòng hộ môi sinh Bắc Tháp Mười thuộc địa bàn ấp 6A và ấp 6B, xã Trường Xuân, huyện Tháp Mười, tỉnh Đồng Tháp. Cách thị trấn Mỹ An 10 km về hướng đông nam và cách chợ xã Trường Xuân 2 km về hướng bắc. Đây là khu rừng đặc dụng do chính quyền địa phương quản lý. Rừng có diện tích 1.033,97 ha; có địa hình khu vực bằng phẳng. Thực vật chủ yếu là tràm. Bao quanh rừng là các cánh đồng trồng lúa. Vành đai bọc xung quanh rừng là các mương nước, không có đường giao thông vào rừng ngoại trừ một con đường nhỏ từ phía đông bắc. Về phía tây nam rừng là một cánh rừng khác cách khoảng 500 mét cắt ngang bởi một con kênh. Đó là rừng Động Cát do quân đội quản lý.
Vào năm 2022, xảy ra một vụ cháy rừng làm mất 0,45 ha diện tích rừng.